# Kyushu
 Ovo je glavno značenje pojma Kyushu. Za druga značenja pogledajte Kyūshū (regija).
Kyūshū (jap. 九州 - devet provincija) s glavnim gradom Fukuoka je površinom 35.640 km² i s 13,44 milijuna stanovnika, drugi najveći po broju stanovnika, a površinom treći najveći japanski otok. Najjužniji je od četiri glavna otoka, i smatra se izvorištem japanske civilizacije. Nekada je bio podijeljen u devet provincija, po čemu je dobio ime.
Kyushu je vrlo brdovit. Na njemu se nalazi Aso (1 592 m), najaktivniji vulkan u Japanu.

## Ekonomija
Glavni grad Fukuoka je lučki grad u kojem je smještena teška industrija. Industrija se nalazi i u Kitakyshu i Omuti, a u Nagasakiju se nalazi najveća luka.
Kyushu ima suptropsku klimu. Najvažniji poljoprivredni proizvodi su riža, čaj, duhan, krumpir i soja. Proizvodi se i svila.

## Zanimljivosti
Na Kyushu su živjeli do svoje smrti Kamato Hongo i Yukichi Chuganji, do sada najdugovječnije zabilježene osobe na svijetu.